# Nordiska turneringen
Nordiska turneringen är en årlig backhoppningstävling som ingår i det internationella skidsportförbundets världscup. Tävlingarna startades 1997 med inspiration från den tysk-österrikiska backhopparveckan, och brukar hållas i februari-mars, då världscupsäsongen går mot sitt slut.
Precis som namnet avslöjar, hålls tävlingarna i Norden, för tillfället i Finland och Norge, tidigare även i Sverige.

## Backar
|  | Plats            | Backe                | K-punkt | Storlek |
|  | ---------------- | -------------------- | ------- | ------- |
|  | Lahtis, Finland  | Salpausselkä         | K-116   | HS 130  |
|  | Kuopio, Finland  | Puijo                | K-120   | HS 127  |
|  | Trondheim, Norge | Granåsen             | K-123   | HS 140  |
|  | Oslo, Norge      | Nye Holmenkollbakken | K-120   | HS 134  |

## Resultat
| Årtal | Vinnare               | Land               |
| ----- | --------------------- | ------------------ |
| 1997  | Kazuyoshi Funaki      | Japan              |
| 1998  | Andreas Widhölzl      | Österrike          |
| 1999  | Noriaki Kasai         | Japan              |
| 2000  | Sven Hannawald        | Tyskland           |
| 2001  | Adam Małysz           | Polen              |
| 2002  | Matti Hautamäki       | Finland            |
| 2003  | Adam Małysz           | Polen              |
| 2004  | Roar Ljøkelsøy        | Norge              |
| 2005  | Matti Hautamäki       | Finland            |
| 2006  | Thomas Morgenstern    | Österrike          |
| 2007  | Adam Małysz           | Polen              |
| 2008  | Gregor Schlierenzauer | Österrike          |
| 2009  | Gregor Schlierenzauer | Österrike          |
| 2010  | Simon Ammann          | Schweiz            |
| 2011  | tävlingen inställd    | tävlingen inställd |
| 2012  | Tävlingen inställd    | Tävlingen inställd |

### Fotnoter
1. ↑  E. John B. Allen (11 mars 2012). ”Noric Tournament” (på engelska). Historical Dictionary of Skiing. sid. 138. https://books.google.se/books?id=XayJ60PDwaoC&pg=PA138&lpg=PA138&dq=nordic+tournament+ski+jumping+1997&source=bl&ots=WUVJsoJ24T&sig=OdrbeifcFdVyA8RHJIcaek4MAoo&hl=sv&sa=X&ved=0ahUKEwiyzempru_JAhXKFSwKHTfxDacQ6AEIZDAJ#v=onepage&q=nordic%20tournament%20ski%20jumping%201997&f=false. Läst 22 december 2015.